# Куп Мирза Делибашић
Куп Мирза Делибашић је национални кошаркашки куп Босне и Херцеговине који се одржава од 2002. у организацији Кошаркашког савеза Босне и Херцеговине.

## Историја
Куп Босне и Херцеговине у кошарци постоји тек од 2002. године. До тада су постојала три одвојена савеза која су организовала засебна такмичења.
Године 1998. и 1999. долази до доигравања купа уз учешће најбољих екипа из савеза са седиштима у Сарајеву и Мостару. Учешће у доигравању од 2000. узимају и клубови из Републике Српске и овакав систем такмичења потрајао је до 2002. године. Те године долази до договора регионалних савеза и од тада се редовно игра куп на територији целе Босне и Херцеговине, без доигравања.

## Прваци регионалних купова
| Сезона   | Куп Босне и Херцеговине | Куп Херцег-Босне | Куп Републике Српске |
| -------- | ----------------------- | ---------------- | -------------------- |
| 1992/93. | није играно             | није играно      | Борац Бања Лука      |
| 1993/94. | Слобода Тузла           | није играно      | Борац Бања Лука      |
| 1994/95. | Слобода Тузла           | Витез            | Борац Бања Лука      |
| 1995/96. | Слобода Тузла           | Бротњо Читлук    | Борац Бања Лука      |
| 1996/97. | Слобода Тузла           | Бротњо Читлук    | Борац Бања Лука      |
| 1997/98. | Слобода Тузла           | Бротњо Читлук    | Борац Бања Лука      |
| 1998/99. | Слобода Тузла           | Широки           | Борац Бања Лука      |
| 1999/00. | Слобода Тузла           | Бротњо Читлук    | Игокеа               |
| 2000/01. | Слобода Тузла           | Бротњо Читлук    | Игокеа               |
| 2001/02. | Слобода Тузла           | Широки           | Борац Бања Лука      |

### Доигравање за Куп Босне и Херцеговине (1998—2002)

##### Финалне утакмице Купа Босне и Херцеговине
| Сезона | Победник          | Финалиста     | Резултати |
| ------ | ----------------- | ------------- | --------- |
| 1998.* | Широки (1)        | Слобода Тузла |           |
| 1999.* | Слобода Тузла (1) | Бротњо Читлук |           |
| 2000.  | Борац Нектар (1)  | Широки        |           |
| 2001.  | Слобода Тузла (2) | Игокеа        |           |
| 2002.  | Широки (2)        | Бротњо Читлук |           |

Напомена:
* Клубови из Републике Српске нису играли плеф-оф купа 1998. и 1999. године.

## Финалне утакмице Купа Босне и Херцеговине
| Сезона | Финале             | Финале  | Финале                   |
| ------ | ------------------ | ------- | ------------------------ |
| 2003.  | Широки (3)         | ?       | Борац Бања Лука          |
| 2004.  | Широки (4)         | ?       | Леотар Требиње           |
| 2005.  | Босна (1)          | ?       | Широки                   |
| 2006.  | Широки (5)         | ?       | Босна                    |
| 2007.  | Игокеа (1)         | 93 : 59 | Славија Источно Сарајево |
| 2008.  | Широки (6)         | 74 : 72 | Борац Бања Лука          |
| 2009.  | Босна (2)          | 73 : 64 | Широки                   |
| 2010.  | Босна (3)          | 84 : 68 | Слобода Тузла            |
| 2011.  | Широки (7)         | 73 : 69 | Босна                    |
| 2012.  | Широки (8)         | 83 : 75 | Игокеа                   |
| 2013.  | Игокеа (2)         | 86 : 81 | Широки                   |
| 2014.  | Широки (9)         | 77 : 76 | Игокеа                   |
| 2015.  | Игокеа (3)         | 73 : 58 | Широки                   |
| 2016.  | Игокеа (4)         | 95 : 77 | Широки                   |
| 2017.  | Игокеа (5)         | 79 : 67 | Босна                    |
| 2018.  | Игокеа (6)         | 94 : 76 | Какањ                    |
| 2019.  | Игокеа (7)         | 78 : 63 | Спарс Сарајево           |
| 2020.  | Спарс Сарајево (1) | 93 : 85 | Игокеа                   |
| 2021.  | Игокеа (8)         | 77 : 55 | Спарс Сарајево           |
| 2022.  | Игокеа (9)         | 93 : 66 | Широки                   |
| 2023.  | Игокеа (10)        | 76 : 49 | Широки                   |
| 2024.  | Босна (4)          | 83 : 73 | Широки                   |
| 2025.  | Игокеа (11)        | 88 : 58 | Босна                    |

### Успешност клубова
| Клуб                     | Победник                                                              | Финалиста                                                |
| ------------------------ | --------------------------------------------------------------------- | -------------------------------------------------------- |
| Игокеа                   | 11 (2007, 2013, 2015, 2016, 2017, 2018, 2019, 2021, 2022, 2023, 2025) | 4 (2001, 2012, 2014, 2020)                               |
| Широки                   | 9 (1998, 2002, 2003, 2004, 2006, 2008, 2011, 2012, 2014)              | 9 (2000, 2005, 2009, 2013, 2015, 2016, 2022, 2023, 2024) |
| Боснa                    | 4 (2005, 2009, 2010, 2024)                                            | 4 (2006, 2011, 2017, 2025)                               |
| Слобода Тузла            | 2 (1999, 2001)                                                        | 2 (1998, 2010)                                           |
| Борац Бања Лука          | 1 (2000)                                                              | 2 (2003, 2008)                                           |
| Спарс Сарајево           | 1 (2020)                                                              | 2 (2019, 2021)                                           |
| Бротњо Читлук            | —                                                                     | 2 (1999, 2002)                                           |
| Леотар Требиње           | —                                                                     | 1 (2004)                                                 |
| Славија Источно Сарајево | —                                                                     | 1 (2007)                                                 |
| Какањ                    | —                                                                     | 1 (2018)                                                 |